# Vaga feminista del 8 de març de 2018
La Vaga feminista del 8 de març de 2018 fou una convocatòria de vaga general a l'estat espanyol impulsada per la Comissió 8 de Març, un grup integrat per un conjunt de col·lectius feministes, que comptà amb el suport del moviment sindical a diferents nivells. S'anomenà vaga feminista perquè a banda de ser una vaga laboral i estudiantil també va fer una crida de vaga en d'altres dimensions com les cures, el treball domèstic i el consum, on sovint són les dones qui realitzen majoritàriament aquestes tasques. En general, les convocants volien demostrar "que sense nosaltres el món s'atura". Específicament, la convocatòria va reclamar treballar a favor de la igualtat de gènere i contra la bretxa salarial de gènere i la cronificació de l'atur femení. Fou la primera vegada que es convocà una vaga general d'aquest tipus a l'estat espanyol.
Una part del moviment feminista, convocant al voltant de la Comissió 8 de Març, va fer una crida a la vaga general de tot el dia només de dones, perquè "si els homes paren seria una vaga general i es perdria l'objectiu feminista". Tanmateix, legalment una vaga laboral no pot diferenciar entre gèneres i els sindicats van convocar als treballadors en la seva globalitat, sempre fent una crida especial a les treballadores. Entre les diferents iniciatives de la jornada, hi hagué la proposta de penjar els davantals dels balcons i finestres per tal de donar visibilitat a les treballadores de la llar que no tenen recollit legalment el dret a vaga.

## Context
La vaga es va fer coincidir amb el dia internacional de la dona treballadora i s'inspirà en la vaga de dones del 24 d'octubre de 1975 a Islàndia, quan les vaguistes foren capaces de paralitzar el país durant un dia i demostraren "la feina indispensable de la dona en l'economia i la societat a Islàndia". Segons els col·lectius feministes, durant aquella vaga històrica de 1975 el 90% de les dones islandeses va secundar la convocatòria.
Altres anys, pel 8 de març, s'havien convocat manifestacions multitudinàries en les principals poblacions espanyoles. La iniciativa d'enguany s'emmarca dins d'una iniciativa feminista a 177 estats.

## Suports
La jornada de protesta també va tenir el suport dels sindicats, però CNT, CGT, la Intersindical, COS, USTEC·STEs, la IAC i d'altres sindicats s'hi van adherir i convocar vaga durant tot el dia, mentre que els sindicats majoritaris CCOO i UGT ho van fer només a una aturada parcial d'un parell d'hores per torn (11:30-13:30 i 16:00-18:00). En l'àmbit dels partits d'abast estatal, Unidos Podemos va donar suport a l'aturada general de tot el dia, el PSOE a l'aturada de dues hores dels sindicats majoritaris i el PP i Ciutadans van refusar la convocatòria. Entre els partits d'àmbit català, Esquerra Republicana, Catalunya en Comú i la Candidatura d'Unitat Popular van fer explicit la seva adhesió a la vaga general. Diversos mitjans de comunicació com VilaWeb s'adheriren a la vaga mostrant el seu suport.

## Manifestacions
Com en d'altres convocatòries de vaga, es van realitzar manifestacions a les principals poblacions de l'estat. En el cas de Madrid la marxa va sortir de l'Estació de Atocha a les 19:00 i va finalitzar el seu recorregut a la Plaça Espanya. En l'àmbit dels Països Catalans, es van convocar manifestacions a Barcelona (18.30 a Passeig de Gràcia amb Diagonal), Sabadell (12:00 Plaça de la Creu Alta) Castelló (13.00 a la plaça de Maria Agustina), Lleida (18.00 a la plaça Ricard Viñes) o Tarragona (19.00 a la plaça Imperial Tàrraco).
Hi va haver múltiples lemes per a la jornada com "Cap a la vaga feminista" o "#EnsAturem" dels moviments feministes, "Vives, lliure i unides" de CCOO i UGT o "Juntes parem. Juntes avancem" de la CNT.

## Transcurs de la jornada
Entre les 7 i les 11 del matí hi hagué ja algunes manifestacions així com a Barcelona que tallaren dos grans carrers, una manifestació a l'Avinguda Meridiana i un altre a la Gran Via. Hi hagué també diverses afectacions en els transports públics així com la línia Barcelona-Vallès dels Ferrocarrils de la Generalitat de Catalunya va haver de ser tancada un temps per la presència de manifestants a les vies. Més de 200 estudiants han bloquejat diversos accessos en centres docents i cap a les 9.00 h intentaren tallar l'AP-7 a l'altura del Campus de Bellaterra on Mossos d'Esquadra i antiavalots els han barrat el pas.